# Харт, Пол
Пол Энтони Харт (англ. Paul Anthony Hart; 4 мая 1953 года, Голбэн, Ланкашир, Англия) — английский футболист, защитник. Известен по выступлениям за «Блэкпул» и «Лидс Юнайтед». После завершения карьеры футболиста тренировал ряд известных английских клубов. В настоящее время ассистент главного тренера клуба «Лутон Таун». Сын футболиста и тренера Джонни Харта.

## Клубная карьера
Во взрослом футболе Харт дебютировал в клубе «Стокпорт Каунти» в 1970 году. В 1973 году он перешёл в «Блэкпул», за который играл на протяжении пяти сезонов. В 1978 году он за 300 тысяч фунтов был приобретён клубом «Лидс Юнайтед», где так же провёл пять лет, после чего оказался в одном из лидеров английского футбола тех лет, клубе «Ноттингем Форест». В дальнейшем сменил ещё несколько английских клубов, а завершил карьеру в 1988 году в клубе «Ноттс Каунти».

## Тренерская карьера
После окончания карьеры футболиста Харт стал главным тренером в клубе «Честерфилд», которым руководил на протяжении трёх лет, после чего в течение 10 лет главным тренером нигде не работал, трудясь детским тренером. С 2001 по 2004 год был главным тренером в «Ноттингем Форест», после чего тренировал различные английские клубы, но нигде не задерживался больше, чем на один год. В настоящее время работает директором молодёжной академии клуба «Чарльтон Атлетик».

### Статистика тренера
| Команда              | С               | До              | Результат | Результат | Результат | Результат | Результат | Примечания  |
| Команда              | С               | До              | И         | В         | Н         | П         | Поб, %    | Примечания  |
| -------------------- | --------------- | --------------- | --------- | --------- | --------- | --------- | --------- | ----------- |
| Честерфилд           | 2 ноября 1988   | 1 января 1991   | 111       | 38        | 30        | 43        | 034,2     | [ 1 ]       |
| Ноттингем Форест     | 12 июля 2001    | 7 февраля 2004  | 134       | 42        | 44        | 48        | 031,3     | [ 1 ]       |
| Барнсли              | 4 марта 2004    | 4 марта 2005    | 51        | 14        | 19        | 18        | 027,5     | [ 1 ]       |
| Рашден энд Даймондс  | 23 мая 2006     | 16 октября 2006 | 16        | 4         | 4         | 8         | 025,0     | [ 1 ] [ 2 ] |
| Портсмут             | 9 февраля 2009  | 24 ноября 2009  | 30        | 9         | 6         | 15        | 030,0     | [ 1 ]       |
| Куинз Парк Рейнджерс | 17 декабря 2009 | 15 января 2010  | 5         | 1         | 2         | 2         | 020,0     | [ 1 ] [ 3 ] |
| Кристал Пэлас (и.о.) | 2 марта 2010    | 2 мая 2010      | 14        | 3         | 6         | 5         | 021,4     | [ 1 ]       |
| Суиндон Таун         | 3 марта 2011    | 28 апреля 2011  | 11        | 1         | 4         | 6         | 009,1     | [ 1 ] [ 4 ] |
| Ноттс Каунти (и.о.)  | 23 марта 2015   | 7 апреля 2015   | 3         | 0         | 3         | 0         | 000,0     | [ 1 ] [ 5 ] |
| Итог                 | Итог            | Итог            | 375       | 112       | 118       | 145       | 029,9     | —           |